# Budapest XXI. kerületének műemléki listája
Ez a lista Budapest XXI. kerületének műemlékeit tartalmazza.
| Kép | Törzsszám | Cím | Név                                       | Helyrajzi szám         |
| --- | --------- | --- | ----------------------------------------- | ---------------------- |
|     | 15805     | Szent Imre tér | Kisboldogasszony-templom                  | 208665                 |
|     | 16066     | Szent Imre tér 23. | Rendőrkapitányság                         | 209611                 |
|     |           | Bajáki Ferenc utca – Déli utca – volt Csepel Művek által határolt terület („belső” lakótelep)                                    |                                           |                        |
|     |           | | Csepel Művek épületegyüttesében 14 épület |                        |
|     |           | II. Rákóczi Ferenc utca – Kereszt utca – Petőfi utca – Betű utca által határolt területen lévő kis lakótelep („külső” lakótelep) |                                           |                        |
|     |           | Posztógyár utca 4. | középület                                 | 210605                 |
|     |           | Posztógyár utca 3. | középület                                 | 210601                 |
|     |           | Posztógyár utca 2. | középület                                 | 210604                 |
|     |           | Árpád út 1. | középület                                 | 209294                 |
|     |           | Csepel Szabadkikötő | Mahart-raktárépület                       | 210028                 |
|     | 15806     | Szent Imre tér | Nepomuki Szent János-szobor               | 208664                 |
|     | 16065     | Szent Imre tér 22. | Postaépület                               | 209610                 |
|     | 15807     | Csepel Szabadkikötő | Távíróállomás                             | 210001, 210003, 210004 |